# Kate Shortman
Kate Elizabeth Shortman (* 19. November 2001 in Bristol) ist eine britische Synchronschwimmerin.

## Erfolge
Kate Shortman gab 2016 ihr internationales Debüt. Bei den 2021 ausgetragenen Olympischen Spielen 2020 in Tokio nahm sie mit Isabelle Thorpe im Duett teil und verpasste mit 169,8881 Punkten als 14. den Einzug ins Finale. Shortman gewann 2023 bei den Europaspielen in Krakau ihre erste Medaille. Im Duett mit Isabelle Thorpe gewann sie im freien Programm hinter den Österreicherinnen Anna-Maria Alexandri und Eirini-Marina Alexandri sowie Maryna Aleksijiwa und Wladyslawa Aleksijiwa aus der Ukraine die Bronzemedaille. Kurz darauf belegte sie bei den Weltmeisterschaften 2023 in Fukuoka im Solowettkampf den dritten Platz. Bei den Weltmeisterschaften 2024 in Doha im Februar sicherte sich Shortman mit Thorpe im Duett eine weitere Bronzemedaille im freien Programm sowie eine Silbermedaille im technischen Programm. Damit qualifizierten sich die Britinnen für einen Quotenplatz bei den Olympischen Spielen in Paris. In Belgrad wurden Shortman und Thorpe im Juni 2024 sowohl im freien als auch im technischen Programm Vizeeuropameisterinnen.
Bei den Olympischen Spielen 2024 traten Shortman und Thorpe letztlich gemeinsam im Duett an. Mit 264,0282 Punkten im technischen Teil und 294,5085 Punkten in der Kür erzielten die Britinnen jeweils das viertbeste bzw. das beste Resultat aller startenden Mannschaften und schlossen mit 558,5367 Gesamtpunkten den Wettbewerb schließlich hinter den Olympiasiegerinnen aus China Wang Liuyi und Wang Qianyi, die 566,4783 Punkte erzielt hatten, und vor dem drittplatzierten niederländischen Duo Bregje und Noortje de Brouwer mit 558,3963 Punkten als Zweite ab, womit sie die Silbermedaille gewannen.
Shortman studiert International Management and Modern Languages (Französisch) an der University of Bath.